# Aconodes obliquata
Aconodes obliquata là một loài bọ cánh cứng trong họ Cerambycidae.